# Can Coderch (Sant Pol de Mar)
La Torre del carrer de la Riera és una obra noucentista de Sant Pol de Mar (Maresme) inclosa a l'Inventari del Patrimoni Arquitectònic de Catalunya.

## Descripció
Torre construïda a principis del segle XX amb elements d'estil gòtic recreant l'ambient pairal propi en algunes construccions influïdes pel noucentisme. Així doncs, el portal d'accés al recinte i les finestres amb motllures gòtiques es distribueixen en una estructura que reuneix els elements i recursos arquitectònics de l'arquitectura popular catalana, com les obertures de les golfes, els colomars, l'era amb toves, els accessos enjardinats, etc. és una casa d'estiueig del mateix estil que altres cases de la població.